# Kom el-Sultan
Kom el-Sultan ist der Name eines Ruinenhügels am Rand des Fruchtlandes, bei Abydos, ca. ein Kilometer nördlich von Umm el-Qaab. Bei dieser archäologischen Grabungs- und Fundstätte befinden sich verschiedene Grabstätten, eine Handwerkersiedlung und der Tempel des Osiris-Chontamenti Die Entstehung der Anlage geht bis in die prädynastische Zeit zurück.

## Bauwerke

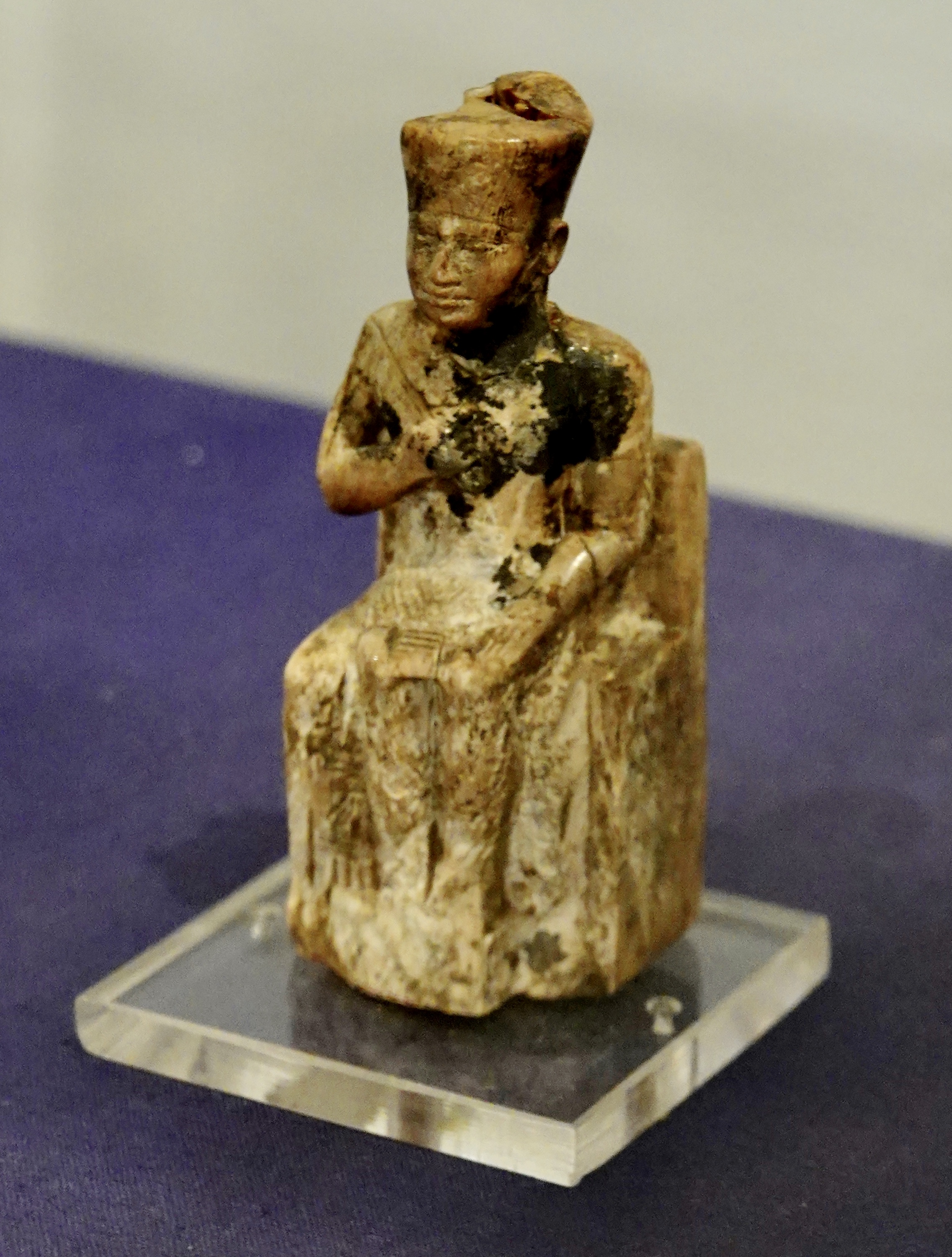
Statuette des Cheops aus dem Tempel in Abydos

Zentrum der Nekropole war die Tempelanlage des Osiris-Chontamenti. Errichtet wurde sie in der prädynastischen und frühdynastischen Zeit. Bis zur 6. Dynastie bestand der Tempel aus Nilschlammziegeln. Der Tempel ist von einer doppelten Mauer umgeben, um den eigentlichen Tempel sind eine Vielzahl von Magazinräumen und anderen Wirtschaftsräumen angeordnet. Das Portal am Eingang war aus Stein und wurde aufgrund der Beschriftung vermutlich auf Veranlassung von einem der drei Könige namens Pepi erbaut. Die Funde von Stelen, Statuen, Erweiterungsbauten etc. zeigen, dass der Tempel bis in die römisch-griechische Zeit hinein eine bedeutende Kultstätte war.
Während der ersten Zwischenzeit wurde der Tempel während eines Bürgerkrieges zerstört, jedoch später, in der 11. und 12. Dynastie, wieder aufgebaut. Vor allem Sesostris I. scheint den Bau vollkommen neu gestaltet zu haben. Durch die Stele des Ameni-seneb weiß man, dass der Tempel in der 13. Dynastie von König Chendjer weiter hergestellt wurde. In den nachfolgenden Perioden haben viele Könige an dem Tempel bauen lassen und ihn erweitert, darunter Statuen oder Opferaltäre. So hat Thutmosis hat einen Ziegelpylon errichtet und Ramses III. eine neue Umfassungsmauer erbauen lassen.
Im Tempel wurde unter anderem ein Gefäß des Königs Aha (1. König 1. Dynastie) und mehrere Königsplastiken gefunden, darunter die einzige bisher gefundene Statuette von König Cheops aus der 4. Dynastie. In die 3. bis 6. Dynastie datieren viele Stelen, die Votivgaben, unter anderem Kupfergefäße, Elfenbeinfiguren, Bruchstücke von Holzstatuetten und Tongefäßen zeigen. Ein Neubau stammt von Nektanebos II. (30. Dynastie).
Die den Tempel umgebende Siedlung ist bisher nur zum Teil ausgegraben worden, doch aufgrund der Funde weiß man, dass es sich um eine Handwerker- und Arbeitersiedlung handelt. Ob es sich um die Gebäude der am Tempel arbeitenden Handwerker oder um Teile des alten Abydos handelt, ist nicht sicher. In publizierten wissenschaftlichen Berichten ist beides zu finden.